# Echinocereus neocapillus
Echinocereus neocapillus es una especie de planta suculenta perteneciente al género Echinocereus, dentro de la familia Cactaceae. Es endémica del oeste de Texas (concretamente de la Cuenca Marathon), en Estados Unidos.

## Descripción
Echinocereus neocapillus es una especie de cactus solitario con escasa ramificación. Sus tallos, cilíndricos y erguidos, alcanzan hasta 25 cm de altura y entre 3 y 6 cm de diámetro. La epidermis es de color verde claro y las raíces son fibrosas y ramificadas.
La planta presenta entre 12 y 16 costillas ligeramente tuberculadas, de 5 a 8 mm de ancho y aproximadamente 5 mm de alto. Sobre ellas se asientan areolas ovaladas o redondas, de 3 a 5 mm de largo y separadas entre sí por unos 8 mm. Las espinas son lisas y muestran ranuras longitudinales. Entre ellas se distinguen de 5 a 11 espinas centrales, rectas y salientes o extendidas, de 0,4 a 2 cm de largo, con una coloración que varía entre blanco, amarillo y rojo. Además, posee de 26 a 38 espinas radiales, rectas y ajustadas o extendidas, de 0,6 a 1,2 cm de largo, de color amarillo claro a marrón claro. Las plántulas en etapa juvenil, con alturas de hasta 4 cm, presentan una densa pilosidad.

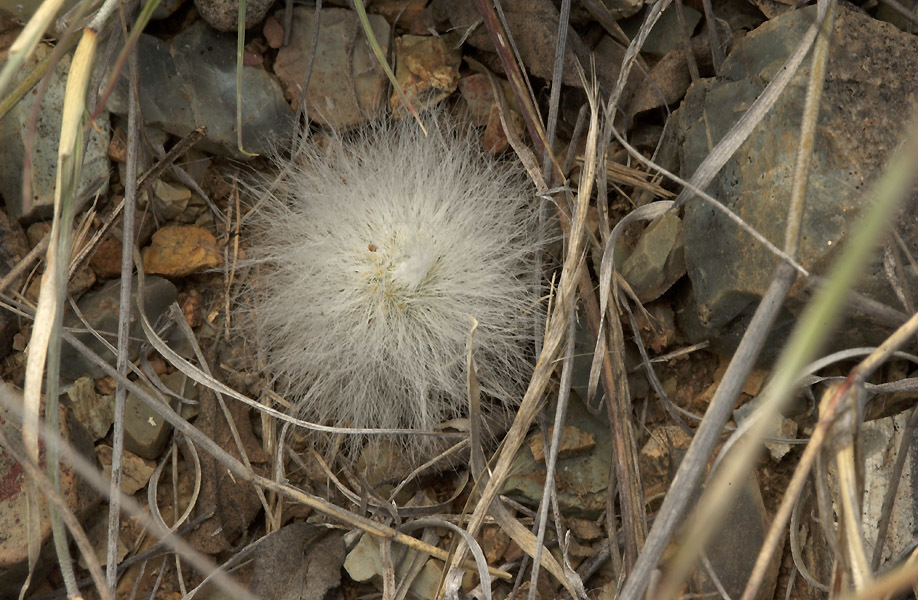
Plántula con densa pilosidad

Las flores tienen forma de embudo corto y exhiben colores que van del amarillento al verdoso o marrón, con una franja central más oscura. En estado silvestre no se abren por completo, aunque en cultivo pueden abrirse totalmente. Miden de 2,5 a 3 cm de largo y de 1,5 a 2 cm de diámetro. La yema floral es espinosa, redonda y de color verde amarillento.

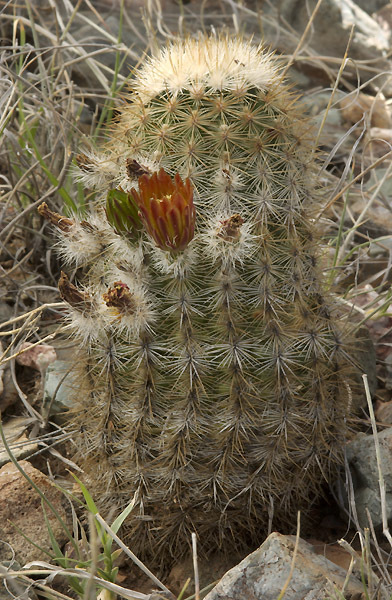
Detalle de las flores

El tubo floral mide entre 4 y 8 mm de largo y presenta un color verde oscuro. El ovario, también verde oscuro, mide de 8 a 10 mm y cuenta con areolas que presentan de 20 a 25 espinas blancas, de 0,8 a 1,1 cm de largo. Los pétalos miden de 1,2 a 1,5 cm de largo y de 0,2 a 0,4 cm de ancho. La cámara de néctar alcanza entre 1 y 2 mm. Los estambres poseen filamentos blancos de 0,7 a 1,2 cm y anteras amarillas. El estilo mide de 1 a 1,3 cm de largo y presenta una coloración amarillenta, verdosa en la parte superior o completamente verde. El estigma cuenta con 8 a 12 lóbulos de 3 a 4 mm de largo, de color verde.
Los frutos, de forma esférica a ovalada, maduran en un periodo de 2 meses. Miden de 1,2 a 1,4 cm de largo y de 0,7 a 1 cm de diámetro. Su color es verde y la pulpa es seca. Al alcanzar la madurez, los frutos se abren y emiten un olor dulce. Contienen semillas negras de 1 a 1,2 mm, con la testa perforada y cubierta por verrugas prominentes.

## Distribución y hábitat
El área de distribución nativa de esta especie es el oeste de Texas (concretamente en la Cuenca Marathon, en el condado de Brewster) y habita principalmente en biomas desérticos o de matorral seco. Crece en colinas sobre afloramientos de novaculita, en suelos pedregosos o arenosos, a altitudes que oscilan entre los 1200 y 1500 metros sobre el nivel del mar.

## Taxonomía
La primera descripción de esta especie fue como Echinocereus chloranthus var. neocapillus, publicada en 1969 por el botánico alemán Hermann Lorenz Weniger en la revista científica Cactus and Succulent Journal 41: 39.
Más tarde, los botánicos alemanes Wolfgang Blum y Michael Lange la elevaron a la categoría de especie, por lo que pasó a llamarse Echinocereus neocapillus. Registraron estos cambios en Echinocereus: Monografía 219, publicada en 1998.
Etimología
- Echinocereus: nombre genérico formado a partir de las palabras latinas ĕchīnus (que significa ‘erizo’) y cereus (que se traduce como 'vela' o 'cirio'), en alusión a los tallos cortos, columnares y espinosos que presentan las especies de este género.[7]
- neocapillus: epíteto específico formado a partir de la palabra griega neos (que significa 'nuevo' o 'joven') y la palabra latina căpillus (que significa 'cabello'), en alusión a que las plántulas en etapa juvenil presentan una densa pilosidad.[1][8]

## Usos
Echinocereus neocapillus se cultiva principalmente como planta ornamental. Por su tamaño compacto, se adapta bien a espacios reducidos y resulta ideal para su exhibición en estanterías, lo que además contribuye a protegerla de roedores y caracoles. Para su cultivo, requiere un sustrato mineral bien drenado, con bajo contenido de materia orgánica, como turba o humus. El trasplante se recomienda cada dos o tres años, utilizando una maceta profunda que permita el desarrollo de su raíz ramificada. 
El riego debe realizarse con moderación y durante el invierno, conviene mantener la planta completamente seca y a temperaturas de entre 5 y 15 °C, evitando la exposición a una humedad ambiental elevada. Un exceso de agua o de sombra puede afectar su forma de crecimiento, provocando que los tallos se hinchen o deformen. Muestra una buena tolerancia al frío y puede soportar temperaturas de hasta –10 °C durante periodos cortos, siempre que se mantenga en un ambiente seco y fresco en la estación invernal.
Respecto a la exposición, la planta se adapta bien al exterior con sol brillante, luz solar filtrada o sombra parcial por la tarde. En interiores, necesita luz intensa y cierta cantidad de sol directo. La exposición prolongada al sol intenso puede provocar quemaduras, aunque la luz abundante favorece la floración y estimula la producción de espinas. Durante la etapa de crecimiento, se recomienda fertilizar el sustrato con un abono rico en potasio y fósforo, pero con bajo contenido de nitrógeno. Un exceso de nitrógeno perjudica a las suculentas, ya que debilita sus tejidos y favorece la acumulación de agua.
En condiciones óptimas de cultivo, la especie presenta baja incidencia de plagas. No obstante, pueden presentarse algunos problemas. La araña roja es una de las plagas más comunes, y puede controlarse mediante riego por aspersión. Las cochinillas, aunque poco frecuentes, pueden desarrollarse en el nuevo crecimiento, entre la lana, causando deformaciones.